# Paepalanthus lundii
Paepalanthus lundii är en gräsväxtart som beskrevs av Friedrich August Körnicke. Paepalanthus lundii ingår i släktet Paepalanthus och familjen Eriocaulaceae. Inga underarter finns listade i Catalogue of Life.